# رمز بین‌المللی پرچم در کشتی‌ها

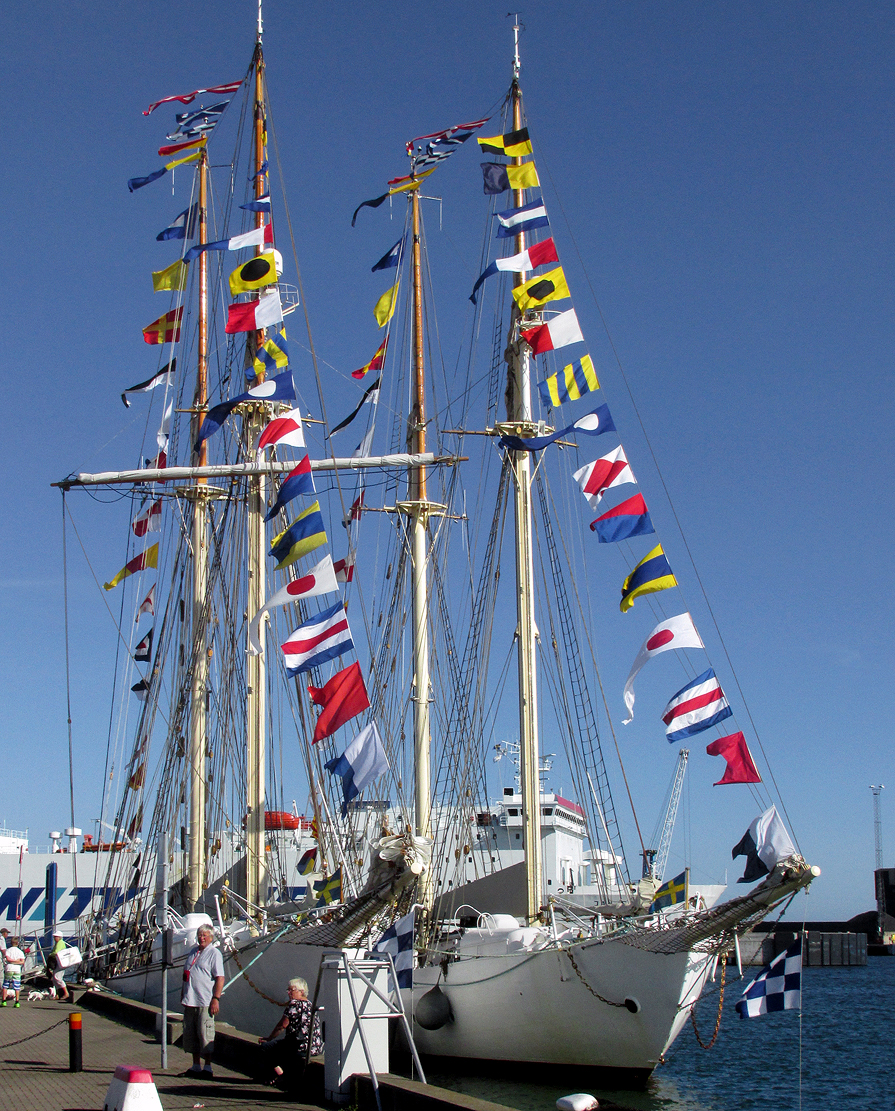
پرچم‌های علامت‌دهی بر روی یک کشتی

رمز بین‌المللی پرچم در کشتی‌ها (به انگلیسی: International maritime signal flags) اشاره به پرچم‌های گوناگون برای برقراری ارتباط با کشتی‌های گوناگون دارد. این سامانه، یک سازوکار مبتنی بر پرچم و کُدهای بین‌المللی برای فرستادن پیامی خاص است. برخی نیروهای دریایی دارای سامانه علامت‌دهیِ پرچمیِ ویژه، به همراه کُدهای مربوطه هستند و برخی پرچم‌ها تنها در مواقع خاص و اضطراری کاربرد دارند. همچنین برخی از آنها پیشینه تاریخی دارند.

## روش‌های پیامرسانی
روش‌های گوناگونی برای پیام‌رسانی با استفاده از پرچم وجود دارد:
- هر پرچم، نشان‌دهنده یک حرف الفبا است و چند پرچم در کنار هم، یک پیام را می‌رسانند.
- هر پرچم، یک پیام مشخص و استاندارد دارد.
- یک یا چند پرچم، یک کلمه کد پدیدمی‌آورند. این کدها از روی دفتر کُد که یک طرف در اختیار دارد ساخته شده و طرف دیگر، با داشتن دفتر کد مشابه، معنی آنرا درمی‌یابد.
- در مسابقه‌های یات و دینگی، پرچم‌ها معانی دیگری دارند. برای نمونه، پرچم P که به معنی "preparatory" (مقدماتی) است معنی آغاز فوری مسابقه را می‌دهد و S به معنی مسابقه کوتاه‌تر از حد معمول است.

## ناتو
سازمان پیمان آتلانتیک شمالی (ناتو) برای فرستادن پیام‌های طبقه‌بندی‌نشده از پرچم‌های مشابه به همراه چند پرچم منحصر به کشتی‌های جنگی استفاده می‌کند. استفاده ناتو با کاربردهای بین‌المللی فرق دارد؛ بنابراین کشتی‌های جنگی، پرچم‌های کلمه کد/پاسخ را بالاتر از پرچم نماد می‌برند تا نشان دهند که پیام، باید بر پایه معانی تعریف‌شده بین‌المللی خوانده شود.

## جنگ جهانی دوم
پس از جنگ جهانی دوم و در هنگام اشغال نیروهای متفقین بر سرزمین‌های نیروهای محور، استفاده و نمایش پرچم نیروهای محور، ممنوع بود. برای سازگاری با الزامات بین‌المللی (که کشتی باید پرچم کشوری را که در آن ثبت‌شده، نشان دهد)، موقتاً از پرچم‌های دم‌چلچله‌ای با حروف C و D و E برای پرچم دریایی شهروندی کشتی‌های به ترتیب آلمان نازی، اوکیناوا، و امپراتوری ژاپن استفاده شد.

## حروف و علائم
| حرف یا آوای جهانی | پرچم | کاربرد کد بین‌المللی علامت‌ها به عنوان پرچم تنها | در صورت استفاده از مکمل عددی |
| ----------------- | ---- | --- | --- |
| A Alfa            |      | "من یک غواص در آب دارم. ضمن ایجاد فاصله با سرعت آرام حرکت کنید." | آزیموت یا بیرینگ |
| B Bravo           |      | "در حال بارگذاری یا تخلیه مواد خطرناک هستم" (معمولا نیروی دریایی پادشاهی بریتانیا از این پرچم برای هشدار، به‌ویژه دربارهٔ مواد منفجره نظامی استفاده می‌کند)                                   | |
| C Charlie         |      | "پاسخ مثبت" | مسیر در میل مغناطیسی |
| D Delta           |      | "پاسخ منفی، از من فاصله بگیرید. من به سختی مانور (حرکت) می‌کنم." | تاریخ |
| E Echo            |      | "من در حال تغیر مسیر به سمت راست هستم" | |
| F Foxtrot         |      | "من ناتوان هستم، با من ارتباط برقرار کن" | |
| G Golf            |      | "به یک راهنمای دریایی نیاز دارم" اگر پیام از سوی کشتی ماهیگیری به ماهیگیران ساحلی باشد: "من در حال کشیدن تور ماهیگیری هستم"                                                                | طول جغرافیایی (۲ یا ۳ رقم نخست، درجه، و ۲ رقم بعدی، دقیقه را نشان می‌دهند)                                                                   |
| H Hotel           |      | "من در کشتی یک راهنمای دریایی دارم" | |
| I India           |      | "من مسیر خود را به سمت چپ تغییر می‌دهم" | |
| J Juliet          |      | "کشتی من آتش گرفته‌است و در کشتی مواد خطرناک دارم. از من به طور کامل فاصله بگیرید" "من نشت مواد خطرناک دارم"                                                                                | |
| K Kilo            |      | "امیدوارم بتوانم با شما ارتباط برقرار کنم" | "می‌خواهم به یکی از روش‌های زیر با شما ارتباط برقرار کنم": پیام‌رسانی مورس از طریق پرچم دستی یا دست بلندگوی صوتی چراغ پیام‌رسانی مورس پیام صوتی |
| L Lima            |      | در بندر: "کشتی در وضعیت قرنطینه است." در دریا: "سریعا کشتی خود را متوقف کنید" | عرض جغرافیایی (۲ رقم نخست، درجه، و ۲ رقم بعدی، دقیقه را نشان می‌دهند)                                                                        |
| M Mike            |      | "کشتی من متوقف شده‌است و هیچ حرکتی در آب ندارد." | |
| N November        |      | "نه" | |
| O Oscar           |      | "در کشتی، نجات‌یافته از دریا هست." (معمولا به تیر نجات‌یافته‌ها از دریا آویخته می‌شود) به همراه پرچم‌شناسی مشخص، بالا می‌رود.                                                                    | |
| P Papa            |      | پیتِر آبی هنگام توقف در بندر؛ همگی کارکنان خود را به دفتر کشتی معرفی کنند، کشتی آماده حرکت است. در دریا: ممکن است کشتی‌های ماهیگیری از برای نشان‌دادن گره خوردن سریع تورهای خود استفاده کنند. | |
| Q Quebec          |      | "کشتی من از بیماری، پاک است، درخواست ورود دارم" | |
| R Romeo           |      | در رمز بین‌المللی پرچم در کشتی‌ها معنی خاصی ندارد. | محدوده فاصله به صورت مایل دریایی |
| S Sierra          |      | "نیروی پیشرانه من با موتورهای پُشتی است" | سرعت به صورت گره |
| T Tango           |      | "از من فاصله بگیرید" کشتی‌های ماهیگیری: "از من فاصله بگیرید. من در حال ماهیگیری دوقایقه هستم."                                                                                              | ساعت محلی (۲ رقم نخست، ساعت، و ۲ رقم بعدی، دقیقه را نشان می‌دهند)                                                                            |
| U Uniform         |      | "شما در خطر هستید" | |
| V Victor          |      | "نیازمند کمک هستم" | سرعت به صورت کیلومتر بر ساعت |
| W Whiskey         |      | "به کمک یک پزشک نیازمندم" | |
| X Xray            |      | "کارهای خود را رها کنید و به علامت‌های من توجه نمایید" | |
| Y Yankee          |      | "من در حال بالا کشیدن لنگر هستم " | |
| Z Zulu            |      | "من به قایق یدک‌کش نیازمندم." هنگامیکه که کشتی ماهیگیری در نزدیکی ماهیگیران ساحلی استفاده می‌کند: من در حال پرتاپ تور ماهیگیری هستم"                                                         | ساعت هماهنگ جهانی (۲ رقم نخست، ساعت، و ۲ رقم بعدی، دقیقه را نشان می‌دهند)                                                                    |

## شماره‌ها
| شماره | پرچم پیمان آتلانتیک شمالی (ناتو) | پرچم کد بین‌المللی علامت‌ها |
| ----- | -------------------------------- | ------------------------- |
| ۰     |                                  |                           |
| ۱     |                                  |                           |
| ۲     |                                  |                           |
| ۳     |                                  |                           |
| ۴     |                                  |                           |
| ۵     |                                  |                           |
| ۶     |                                  |                           |
| ۷     |                                  |                           |
| ۸     |                                  |                           |
| ۹     |                                  |                           |

## جایگزین
با استفاده از پرچم‌های جایگزین یا تکرارشونده، می‌توان پیام‌های تکراری را بدون نیاز به دسته‌های گوناگونی از پرچم‌ها فرستاد.
۴ پرچم جایگزین ناتو:
|             |             |             |               |
| جایگزین یکم | جایگزین دوم | جایگزین سوم | جایگزین چهارم |

کد بین‌المللی علامت‌ها تنها، ۳ پرچم از ۴ پرچم جایگزین بالا را در بر می‌گیرد. نمونه‌ای از کاربرد و پیام این پرچم‌ها:
| "N"     |
| "O"     |
| "NO"    |
| "NON"   |
| "NOO"   |
| "NOON"  |
| "NONO"  |
| "NONON" |
| "NONNN" |